# Estadio Carlos Iturralde
Pour les articles homonymes, voir Iturralde.
L'Estadio Carlos Iturralde est un stade de football mexicain, situé à Mérida, dans l'État de Yucatán.